# Алава (Штефан-Водський район)
Ала́ва (рум. Alava) — село в Молдові у Штефан-Водському районі. Розташоване у західній частині району за 12 км від районного центру — міста Штефан-Воде та за 32 км від залізничної станції Каушани. Є адміністративним центром однойменної комуни, до якої також входить село Лазо. У селі проживає значна кількість українців (35 %).

## Історія
Вперше згадується у документах 1864 року.

### Радянська доба
За часів Ралянського Союзу село входило до Семенівської сільської ради. Станом на початок 1980-х років в ньому працювали садово-виноградна і тракторна бригади радгоспу-заводу імені Сергія Лазо (центральна садиба була у селі Лазо), птафоферма.
Працювали початкова школа, клуб, бібліотека, фельдшерсько-акушерський пункт, дитячий садок, магазин.
В селі встановлений обеліск в пам'ять про односельчан, які загинули в німецько-радянській війні.